# Грабовец (Грабовецко-Дулибская сельская община)
Грабовец (укр. Грабовець) — село в Грабовецко-Дулибской сельской общине Стрыйского района Львовской области Украины.
Население по переписи 2001 года составляло 1171 человек. Население по данным 2020 года составляло 980 человек. Занимает площадь 11,46 км². Почтовый индекс — 82435. Телефонный код — 3245.